# Павлусенко Микола Андрійович
Микола Андрійович Павлусе́нко (17 грудня 1944, Хижинці — 10 серпня 1999, Київ) — український художник; член Спілки радянських художників України з 1973 року; представник покоління шістдесятників. Син музиканта Андрія Павлусенка, батько художниці Наталії Павлусенко, чоловік художниць Любові Павлусенко (перша дружина) та Надії Коваленко (друга дружина), вітчим художниці Тамари Поліщук.

## Біографія
Народився 17 грудня 1944 року (за документами 4 січня 1945 року) в селі Хижинцях (нині Вінницький район Вінницької області, Україна). 1969 року закінчив Київський художній інститут, де навчався, зокрема, у Тимофія Лящука.
Після здобуття фахової освіти працював художником реклами в Управлінні Київської залізниці; у 1971—1972 роках — редактором видавництва «Мистецтво»; з 1972 року — на творчій роботі; у 1995—1999 роках — дизайнером експозицій Музею гетьманства у Києві.
Мешкав у Києві в будинку на Лісовому проспекті, № 6, квартира № 124. Помер у Києві 10 серпня 1999 року.

## Творчість
Працював у галузях монументального й декоративно-прикладного мистецтва, плаката, графіки, дизайну, екслібриса й живопису. Серед робіт:
плакати
- «Бережіть природу» (1967);
- серія «Ваша слава не вмре, не загине» (1967);
- серія «Народні герої України» (1968);
- «Необережність призводить до нещастя» (1969);
- «Твоя кров повертає до життя» (1969);
- «За всезагальне й повне роззброєння» (1969);
- «День металурга» (1969);
- «Леся Українка» (1970);
- «Збережемо пам'ятки культури» (1971);
- «Загрожуєш собі й тим, хто поруч» (1972);
- «Не лікував своєчасно грип» (1972);
- «8 жовтня — День працівників сільського господарства. Слава трудівникам села!» (1972);
- «27 серпня — День шахтаря» (1972);
- «Учись, удосконалюй свою професію» (1972);
- «Міжнародний рік книги» (1972);
- «Народна артистка УРСР Ніна Матвієнко» (1985);
- «Тарас Шевченко. 175 років від дня народження» (1989);
- «Без рідної мови нема народу» (1990);

акварелі
- «Хатинка в Хижинцях» (1994);
- «Церква вдалині» (1990-ті).

- Створив низку книжкових знаків: Г. Клід (серія), Валентини Борисенко, О. Івахненка, Володимира Базилевського, Петра Нестеренка, А. Павленка, Олеся Доріченка (усі — ліногравюра, травлення по металу, 1970—1990-ті)[1];
- Автор монументально-декоративного панно «Весняне пробудження» на будівлі лікарні у Миргороді[2].

Брав участь у мистецьких виставках з 1969 року. Персональні виставки відбулися у Києві у 1999, 2009, 2014, 2019 роках (усі — посмертні).
Деякі роботи зберігаються в зібранні Національної спілки художників України, Музеї гетьманства, Дирекції художніх виставок України, колекції Моргана Вільямса «Голодомор: очима українських художників» (США).